# А потом мы танцевали
«А потом мы танцевали» (англ. And Then We Danced) — грузинско-французско-шведский драматический фильм Левана Акина. Премьера фильма состоялась в рамках «Двухнедельника режиссёров» Каннского кинофестиваля в 2019 году. Показ фильма в Грузии вызвал протесты из-за того, что в нём изображены гомосексуальные отношения между героями.

## Сюжет
Мераб — молодой танцор, тренирующийся в Национальном грузинском ансамбле со своей партнёршей Марией и братом Давидом. Однажды их репетиция прерывается из-за прихода танцора на замену Ираклия. Хотя Ираклий раздражает некоторых других танцоров, а также хореографа Алеко своим самодовольным и бунтарским настроем, он быстро доказывает, что обладает природным талантом, и заменяет Мераба в танце, поскольку Алеко критиковал его за то, что он недостаточно мужественный. Поначалу Мераб завидует таланту Ираклия, так как думает, что Ираклий танцует гораздо меньше него, но однажды они оба приходят на репетицию рано утром и начинают сближаться.
В какой-то момент Мераб навещает своего отца, который вместе с его матерью раньше тоже был танцором. Он просит сына уйти из ансамбля и поступить в университет, потому что считает, что у танцоров нет будущего. Тем временем Мераб и Ираклий становятся друзьями, и Мераб всё больше тянется к нему. Во время празднования дня рождения Марии Мераб и Ираклий поддаются взаимному влечению и занимаются сексом; хотя они стараются быть осторожными, Мария начинает подозревать об их близости. Хотя пара не обсуждает свои отношения, Мераб исполняет для Ираклия танец, чтобы выразить свои чувства.
После того, как все друзья возвращаются домой, Ираклий исчезает, и Мераб не может связаться с ним в течение нескольких дней. В то же время Давид наконец приходит на тренировку после нескольких пропусков, но Алеко выгоняет его. Мераб помогает брату устроится на работу в ресторан, где работает сам, но их обоих увольняют из-за того, что выясняется, что Давид торгует наркотиками, из-за чего братья сильно ссорятся. Печальный и скучающий по Ираклию, Мераб спонтанно знакомится с молодым проститутом и идёт с ним в гей-бар, рядом с которым его замечает другой танцор из ансамбля Лука. На следующий день из-за похмелья Мераб плохо выступает на тренировке и травмирует лодыжку. Во время выздоровления ему наконец звонит Ираклий и говорит, что он вернулся в свой родной город, чтобы позаботиться о своём больном отце. Алеко отговаривает Мераба от прослушивания из-за его поведения и травм, но Мераб настаивает на продолжении тренировок. Когда он уходит, его прилюдно начинает оскорблять Лука, и Мария умоляет Мераба быть осторожным, чтобы он не закончил, как бывший танцор ансамбля, который оказался геем и стал проститутом.
Мераб узнаёт о поспешной свадьбе Давида, которая должна состояться из-за того, что от него забеременела девушка. На свадьбе Мераб замечает Ираклия в толпе. Хотя они рады видеть друг друга, Ираклий признаётся, что уходит из ансамбля и насовсем уезжает из города: его отец умер, и он обручился со своей девушкой, чтобы быть рядом с матерью и обеспечивать её. Убитый горем Мераб уходит, но его догоняет Мария, и он рыдает в её объятьях. Дома его утешает Давид, который подрался с Лукой, чтобы защитить честь брата, и Мераб практически признаётся в том, что он гей. Давид принимает его и призывает уехать из Грузии, чтобы тот мог жить полной жизнью.
В день прослушивания Мария приходит поддержать Мераба. Мераб страстно танцует, несмотря на ещё не зажившую лодыжку, но не впечатляет режиссёра. Тем не менее, он продолжает танцевать, отходя от традиционного танца, чтобы показать свой необузданный андрогинный стиль. Хотя оскорблённый этим режиссёр уходит, Алеко остаётся смотреть. Закончив, Мераб кланяется и уходит.

## В ролях
- Леван Гелбахиани — Мераб.
- Бачи Валишвили — Ираклий.
- Ана Джавакишвили — Мария, партнёрша Мераба по танцам.
- Георгий Церетели — Давид, брат Мераба.
- Каха Гогидзе — Алеко, хореограф ансамбля.
- Тамар Бухникашвили — Теона, мать Мераба и Давида.
- Ана Махарадзе.
- Нино Габисония.

## Восприятие
После премьеры на «Двухнедельнике режиссёров» фильм получил пятнадцатиминутные овации. Это был один из самых популярных фильмов фестиваля того года. Он был продан более чем в сорока стран мира.
Рейтинг сериала на агрегаторе обзоров «Rotten Tomatoes» составляет 93 процента на основе 81 обзоров. Консенсус критиков сайта гласит: «Во главе с выдающимся исполнением Левана Гелбахиани „А потом мы танцевали“ побеждает предрассудки с непреодолимым состраданием». В свою очередь рейтинг сериала на агрегаторе «Metacritic» составляет 68 из 100 на основе 20 обзоров, что указывает на «в целом благоприятные отзывы».

### Протесты в Грузии
Консервативные и пророссийские грузинские силы пригрозили отменить показ фильма в Тбилиси и Батуми. Глава общественного движения защиты детей Леван Палавандишвили, бизнесмен Леван Васадзе, глава российского фонда Евгения Примакова в Грузии Димитрий Лорткипанидзе и лидер ультранационалистического движения «Грузинский марш» Сандро Брегадзе заявили, что будут ходить в кинотеатры, чтобы не допустить показа фильма, «который противоречит грузинским и христианским традициям и ценностям и популяризирует грех содомии».
Режиссёр фильма Леван Акин ответил на угрозы, сказав: «Абсурдно, что люди, купившие билеты, должны проявлять храбрость и подвергаться риску или нападкам только за то, что они пошли посмотреть фильм. Я снял этот фильм с любовью и состраданием». Грузинская православная церковь не одобрила фильм, но также отметила, что «церковь дистанцируется от любого насилия».
8 ноября 2019 года МВД Грузии мобилизовало полицейские силы у кинотеатра «Амирани» и прилегающей территории, а также разместило спецназ ОМОНа возле территории филармонии. Сотрудники полиции окружили вход в здание кинотеатра «Амирани». Позже в тот же день несколько сотен членов «Грузинского марша» попытались прорвать полицейский кордон и силой проникнуть в здание кинотеатра «Амирани», но были остановлены полицией. Некоторые из протестующих были в масках и использовали пиротехнику. Несмотря на это, все показы фильма прошли по плану.
Полиция задержала двух человек и обвинила их в нарушении статьи 173 Кодекса об административных правонарушениях Грузии (неповиновение законному приказу сотрудника полиции) и статьи 166 (хулиганство). Один из лидеров Республиканской партии Грузии, Давид Бердзенишвили, подвергся нападению со стороны протестующих. Гражданская активистка Ана Субелиани также была тяжело ранена в столкновении с протестующими и направлена в больницу.

## Награды
- Июль 2019 — премия «Лучший фильм», премия «Лучшая мужская роль» (Леван Гелбахиани), а также Гран-при Одесского кинофестиваля[21].
- Август 2019 — премия «Сердце Сараево» (Леван Гелбахиани) за лучшую мужскую роль Сараевского кинофестиваля[22].
- Октябрь 2019 — премия «Лучший художественный фильм» фестиваля «Iris Prize»[23][24].
- Январь 2020 — показ фильма в разделе «В центре внимания» фестиваля «Сандэнс»[25].
- Январь 2020 — премия «Золотой жук» в номинациях «Лучший фильм», «Лучший актёр в главной роли» (Леван Гелбахиани), «Лучший сценарий» (Леван Акин), «Лучшая операторская работа» (Лизаби Фриделль)[26][27][28].
- Февраль 2020 — претендент на премию «Оскар» за лучший фильм на иностранном языке от Швеции на 92-й церемонии вручения наград[29][30].